# Schizoglossie
La schizoglossie fait référence à l'insécurité linguistique ou au complexe linguistique, lorsque des personnes sont exposées à plus d'une variété de leur propre langue maternelle. Le terme a été inventé par Einar Haugen en 1962.

## Description
Le terme de schizoglossie est utilisé par Haugen lors de la Table ronde des linguistes américains à Washington en 1962.
L'insécurité linguistique est fréquente dans les sociétés où il existe deux variétés de langues, l'une étant considérée comme "incorrecte" et l'autre comme un idiome standard prestigieux. C'est le cas, par exemple du français standard contre le créole haïtien ou l'anglais américain standard contre l'anglais afro-américain. Dans ces cas, une variété est considérée comme "mauvaise" et son locuteur peut vouloir "corriger" certains usages pour les remplacer par des alternatives plus prestigieuses. Ces attitudes négatives amènent généralement les locuteurs à avoir honte d'utiliser des langues qui ne véhiculent pas de prestige, soit ouvertement, soit indirectement en utilisant des caractéristiques linguistiques, telles que la prononciation, de l'autre variété de langue,.
Cela peut aussi s'appliquer aux personnes parlant des langues régionales en France. Dans les pays du Maghreb, les populations parlant des variétés populaires d'arabe peuvent également développer ce sentiment, vis-à-vis de l'arabe littéral.

## Voir également
- Discrimination linguistique - Discrimination fondée sur la langue d'un individu.
- Idéologie de la langue standard - Concept de la langue ayant ou étant influencée par une idéologie.
- Anxiété liée à la langue étrangère - Malaise lors de l'utilisation d'une langue étrangère

## Lecture connexe
- Einar Haugen (1972) The Ecology of Language (Stanford University Press)
- Diglossie et interlecte [article], sem-link Lambert-Félix Prudent Langages  Année 1981  61  pp. 13-38